# Basilique de Siponto
La basilique de Siponto (en italien: Basilica Minore di Santa Maria Maggiore di Siponto) est un édifice religieux situé sur la commune de Manfredonia, (autrefois Siponto), dans la province de Foggia.
Ancienne cathédrale de Siponto, elle fut érigée en 1977 en basilique mineure par le cardinal Corrado Ursi, représentant Paul VI. La basilique est dédiée à la Vierge Marie de Siponto et est un bel exemple de l'art roman des Pouilles.
À gauche de l'édifice, ont été découverts en 1935-1937 les vestiges d'une basilique paléochrétienne à trois nefs avec une abside semi-circulaire et un sol en mosaïque.

## Description
L'édifice, constitué de deux églises superposées, de facture très sobre, est construit selon un plan carré d'environ 18 mètres de côté. L'église supérieure est la basilique; elle est construite, sur des fondations d'époque romaine, au XIe siècle, et fut profondément réaménagée au XIIIe siècle, en changeant, entre autres, l'orientation d'origine.

### L'extérieur

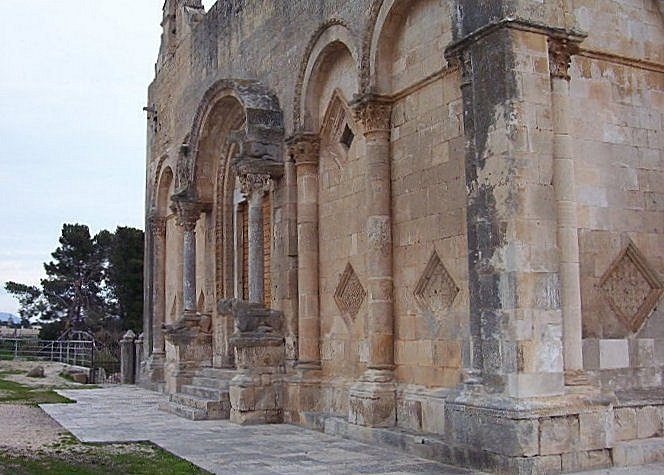
Vue oblique de la façade et de son portail.

La façade principale est décorée d'arcades aveugles de même hauteur que le portail d'entrée aux colonnes soutenues par des stylophores. Les arcades se répètent sur le flanc droit de l'église interrompue par une abside; elles sont ornées, comme à l'intérieur, de rhombes et de nombreux dessins gravés, nœud de Salomon, croix, navires ainsi que diverses inscriptions et dates. Le clocheton a été ajouté au VIIe siècle. Avec des fonds débloqués, à hauteur de presque 800 000 euros, ses façades sont restaurées en 2010.

### L'intérieur

#### La basilique (église supérieure)
L'intérieur, restauré en 1975, présente au sol un quadrilatère avec une zone centrale délimitée par quatre piliers, associée à des arcs brisés sur lesquels s'élève une coupole à arc surbaissé, couronnée par une lanterne à huit petites arcatures. Les parois conservent, sur trois côtés, la décoration originale d'arcades aveugles, selon des schémas similaires à ceux des églises arméniennes et d'Asie Mineure. Le maître-autel est composé d'un sarcophage byzantin. Au-dessus, figure une copie de la Maria Santissima di Siponto (it) du Ve siècle, dont l'original est conservé dans la cathédrale de Manfredonia.

#### L'église basse ou crypte
L'église basse, du Xe siècle, dite aussi crypte - à laquelle on accède depuis un escalier extérieur - est constituée de voûtes d'arêtes supportées par seize colonnes de marbre ainsi que par quatre énormes piliers qui assurent la stabilité de la structure entière. Elle abrite aussi la copie (original conservé à la cathédrale) d'une statue en bois polychrome dite « La Sipontina » ou « Madonna dagli occhi sbarrati » (« Vierge aux yeux écarquillés ») du VIe siècle, d'origine byzantine et qui est la première Vierge vénérée à Siponto.

## Reconstitution artistique de la basilique paléochrétienne
En 2016 s'est concrétisé un projet à la demande du Ministère italien de la culture et du patrimoine et du Bureau archéologique des Pouilles visant à édifier une structure en treillis métallique sur l'emplacement des ruines de la basilique de sorte que soit reconstituée la basilique paléochrétienne dans ses proportions d'origine,. D'une hauteur de 14 mètres et pesant 7 tonnes, l’œuvre est une réalisation de l'artiste Edoardo Tresoldi, intitulée "Dove l'arte ricostruisce il tempo" ("Où l'art reconstruit le temps"). Le résultat donne à voir aux visiteurs une œuvre architecturale hybride unissant ruine, site archéologique et ouvrage artistique, inaugurée le 12 mars 2016.

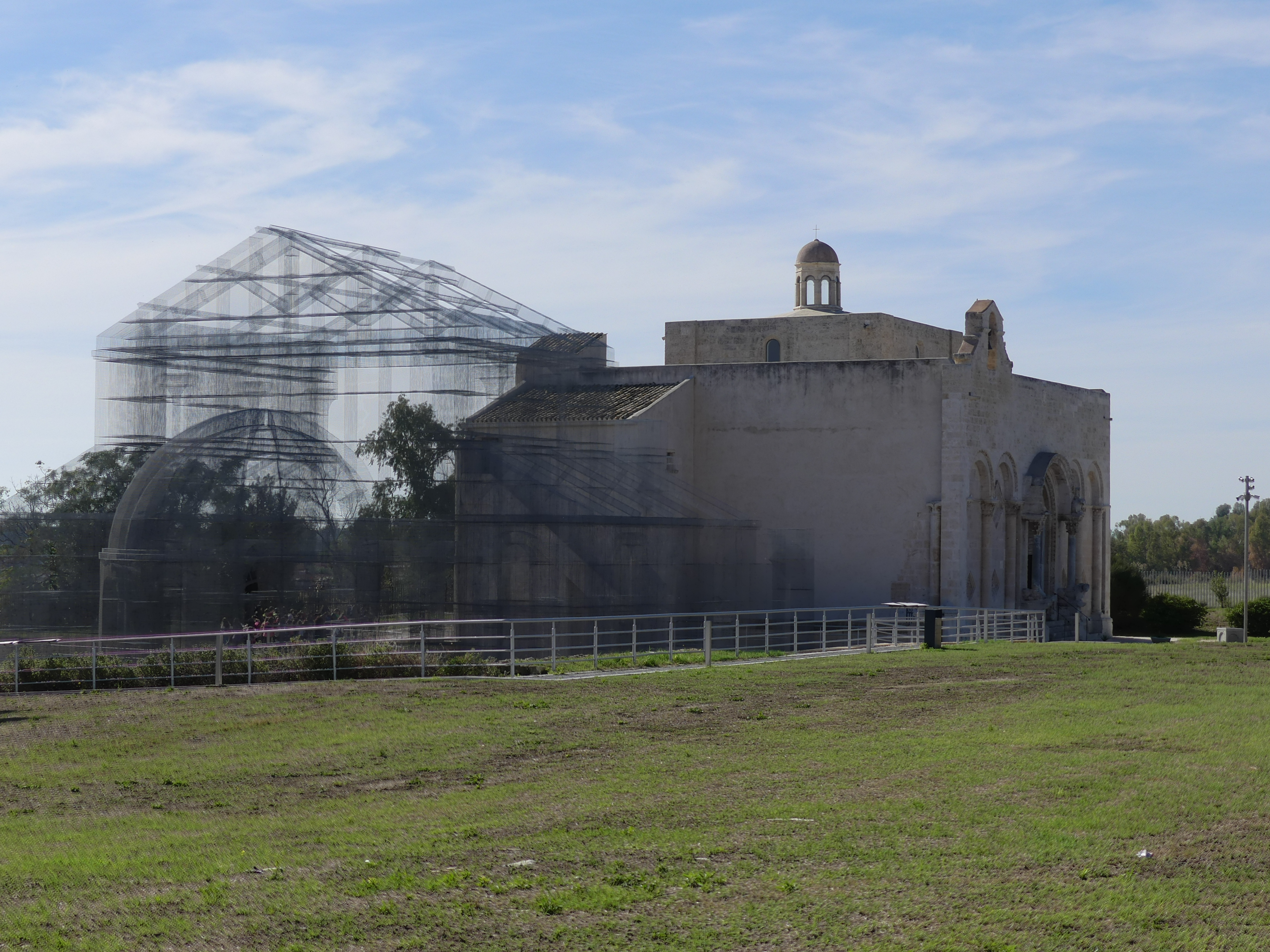
Actuelle basilique Santa Maria di Siponto et reconstitution en treillis métallique de la basilique paléochrétienne

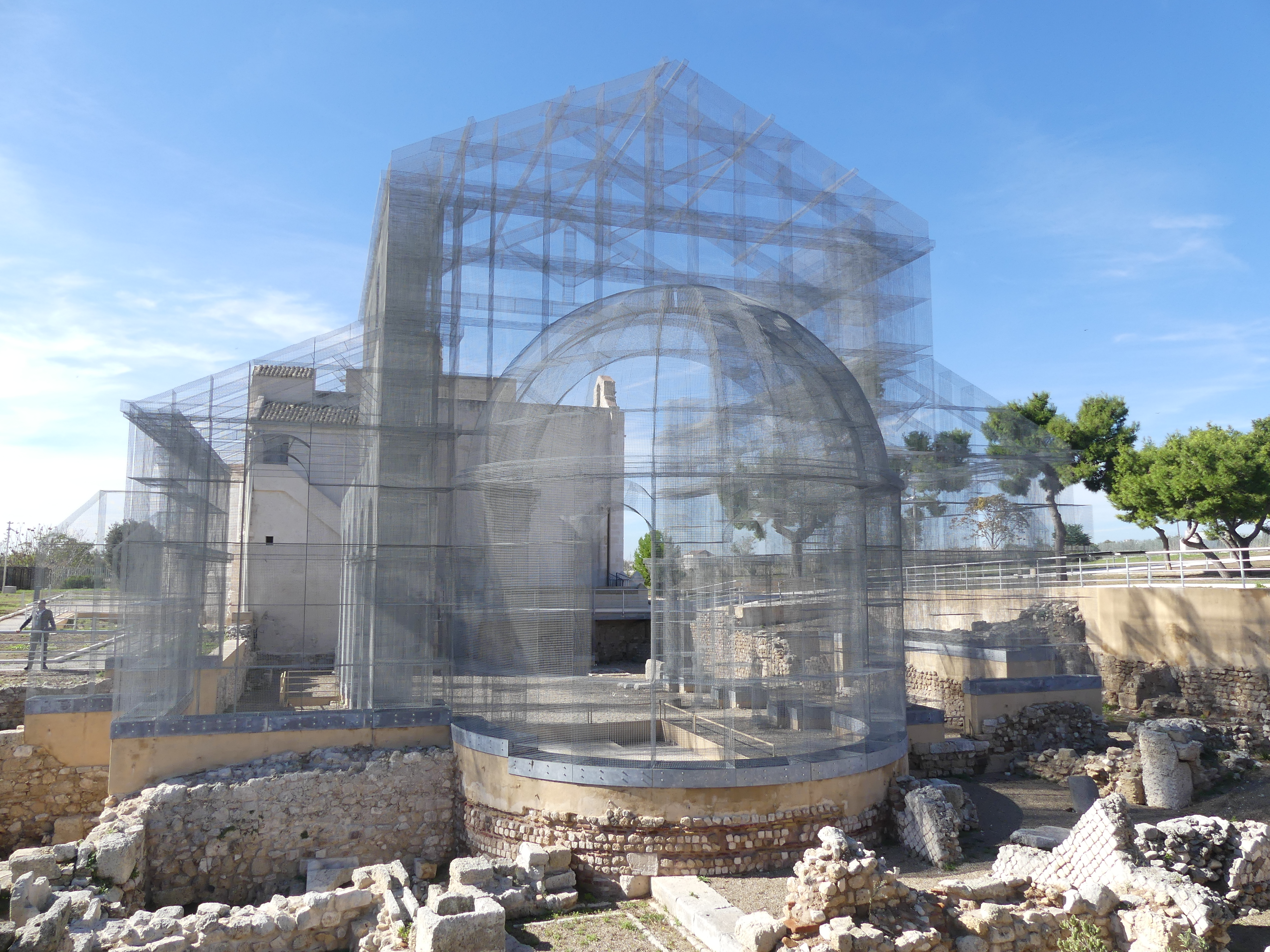
Reconstitution en treillis de la basilique paléochrétienne, avec l'actuelle basilique Santa Maria di Siponto en arrière plan

## Sources
- (it) Cet article est partiellement ou en totalité issu de l’article de Wikipédia en italien intitulé « Basilica di Santa Maria Maggiore di Siponto » (voir la liste des auteurs).